# Reichsarchiv (München)

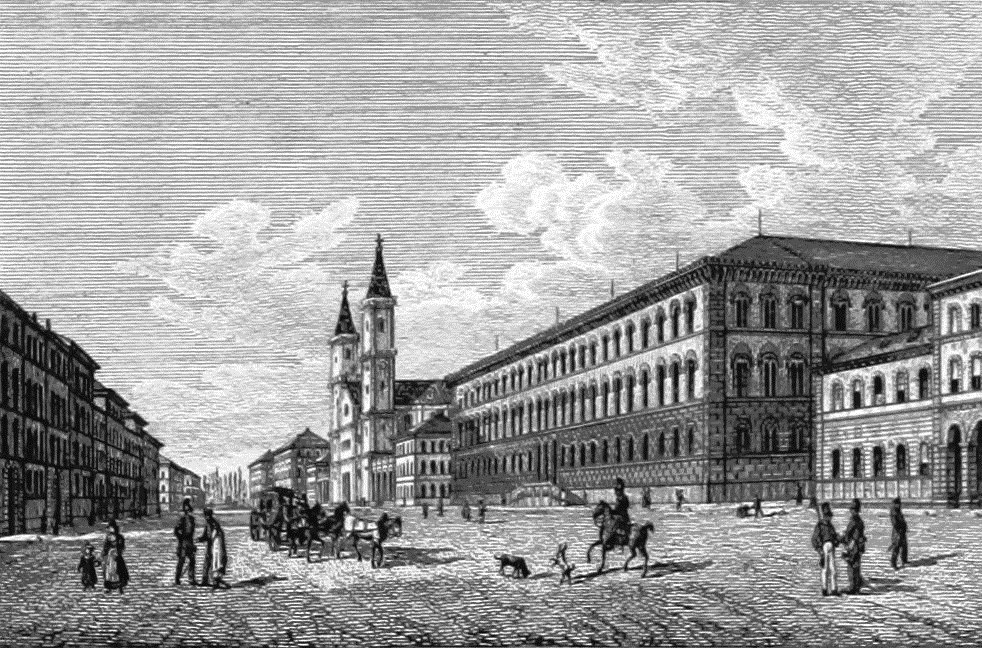
Blick auf Ludwigskirche, Staatsbibliothek und Reichsarchiv im Jahr 1837

(Allgemeines) Reichsarchiv war von 1812 an die Bezeichnung des in München ansässigen zentralen Archivs des Königreichs Bayern.

## Geschichte
Die Archivstrukturen in Bayern wurden 1799 durch Kurfürst Max IV. Joseph neu gestaltet. Das Geheime Landesarchiv sollte nach dem Archivstatut von 1799 die für die innere Landesverwaltung Kurpfalz-Bayerns und die Beziehungen zu den einzelnen deutschen Reichsständen bezüglichen Archivalien aufnehmen, während das Geheime Staatsarchiv die Masse des Schriftguts der Geheimen Staatsregistratur erhielt und für die Archivalien bestimmt war, die das Verhältnis zum Ausland und zum Reich zum Inhalt hatten. 1812 wurde das Geheime Landesarchiv in Allgemeines Reichsarchiv, nunmehr des Königreichs Bayern, umbenannt. 1826 wurden das Allgemeine Reichsarchiv und die ihm unterstellten Regionalarchive in den Regierungsbezirken dem Innenministerium unterstellt. Das Reichsarchiv befand sich zusammen mit der Hof- und Staatsbibliothek in dem 1843 fertiggestellten Monumentalbau Ludwigstraße 16. Das Königlich Bayerische Allgemeine Reichsarchiv wurde nach der Revolution 1918 im Jahr 1921 in Bayerisches Hauptstaatsarchiv umbenannt.

## Reichsarchivare
- Karl Heinrich von Lang, 1812–1820
- Franz Joseph von Samet, 1820–1825
- Maximilian von Freyberg-Eisenberg, 1825–1847
- Joseph Freiherr von Hormayr zu Hortenburg, 1847–1848
- Johann Nepomuk Buchinger, 1848–1849, Verweser des Vorstands des Allgemeinen Reichsarchivs
- Georg Thomas Rudhart, 1849–1860
- Joseph Maximilian von Gutschneider, 1860–1864, Verweser des Vorstands des Allgemeinen Reichsarchivs
- Franz von Löher (Franz Löher; seit 1866 von Löher), 1864–1888
- Ludwig von Rockinger, 1889–1894
- Edmund Freiherr von Oefele, 1895–1902
- Franz Ludwig Baumann (seit 1908 von Baumann), 1903–1915
- Georg Maria Jochner (seit 1918 von Jochner), 1916–1922